# Žitarični silosi
Žitarični silosi su kompleks agrarnih objekata dizajniran za skladištenje ili čuvanje žitarica. U trgovini žitaricama, termin žitarični silos takođe opisuje toranj koji sadrži lift sa kofama ili pneumatski konvejer, koji izvlači žitarice sa donjeg nivoa i odlaže ih u silos ili drugo skladište.
U većini slučajeva pojam žitaričnog silosa takođe opisuje čitav kompleks elevatora, uključujući prijemne i ispitne kancelarije, vage i skladišta. Termin se takođe može odnosit na organizacije koje upravljaju ili kontrolišu nekoliko pojedinačnih silosa, na različitim lokacijama. U Australiji pojam žitarični silos opisuje samo mehanizam za dizanje. (Pogledajte sekciju „Upotreba“, ispod.)
Pre pojave žitaričnog silosa, zrnom se obično rukovalo u vrećama, a ne u rasutom stanju (velike količine neupakovano zrna). Dartov elevator bio je glavna inovacija. Izmislili su ga Džozef Dart, trgovac, i Robert Danbar, inženjer, 1842. i 1843. godine u Bufalu u državi Njujork. Koristeći mlinove brašna Olivera Evansa na parni pogon kao svoj model, izumeli su morski krak koji je izvlačio rastresito zrno iz trupa brodova i podizao ga na vrh morske kule. 
Rani žitarični elevatori i posude često su bili izgrađeni od uokvirenog drveta i bili su skloni požaru. Posude žitaričnih elevatora, rezervoari i silosi sada su obično izrađeni od čelika ili armiranog betona. Elevatori sa posudama se koriste za podizanje zrna do distributera ili pošiljaoca, iz kojeg ono pada kroz izlive i/ili transportere u jednu ili više posuda, silosa ili rezervoara u objektu. Po želji se silosi, kante i rezervoari prazne gravitacionim protokom, čistačima i transporterima. Zrno se putem gravitacionog protoka i vijčanih transportera prazni iz posuda, cisterni i silosa. Pri tom se ono meša, meri i tovari u kamione, železničke vagone ili teglenice za otpremu.

## Upotreba i definicije
U australijskom engleskom, termin „silos za zrno“ rezervisan je za silosne tornjeve, dok se prijemno-skladišna zgrada ili kompleks razlikuje formalnim terminom prihvatno mesto ili kao „bunker za žito” ili „silos”. Operacije velikih razmera prikupljanja, skladištenja i logistike žitarica u Australiji su poznate kao rukovanje rasutom robom.
U Kanadi se termin „silos za zrno“ odnosi na mesto gde poljoprivrednici prodaju žito u globalni sistem distribucije žita i/ili mesto gde se žito premešta u železničke vagone ili okeanske brodove. Konkretno, postoji nekoliko vrsta silosa za zrno prema kanadskom zakonu, definisanih u Kanadskom zakonu o žitaricama, odeljak 2.
- Primarni silosi (zvani „seoski silosi” pre 1971. godine) primaju žito direktno od proizvođača na skladištenje, otpremu, ili oboje.
- Procesni silosi (zvani „mlinski silosi” pre 1971. godine) primaju i skladište žito za direktnu proizvodnju ili preradu u druge proizvode.
- Terminalni silosi primaju zrno na ili nakon zvanične inspekcije, vaganja i čišćenja, skladište i tretiraju žito pre nego što se prenese dalje.
- Prenosni silosi (uključujući „istočne silose” iz klasifikacije pre 1971. godine) prenose žito koje je zvanično pregledano i izmereno u drugom silosu. U Istočnoj diviziji, prenosni silosi takođe primaju, čiste i skladište istočno ili strano žito.

## Eksplozije silosa
U prisustvu dovoljno velike suspenzije zapaljivog brašna ili žitarične prašine u vazduhu, može doći do značajne eksplozije. Istorijski primer razorne moći eksplozija žita je eksplozija mlina Vošbern „A” iz 1878. godine u Mineapolisu u državi Minesota, koja je odnela osamnaest života, uništila dva obližnja mlina, oštetila mnoge druge objekte i izazvala razorni požar koji je progutao veći deo obližnjeg mlinskog okruga. (Mlin Vošbern „A” je kasnije obnovljen i nastavio je da se koristi do 1965.) Drugi primer dogodio se 1998. godine, kada je silos za zrna Debrus u Vičiti, u državi Kansas, eksplodirao i usmrtio sedmoro ljudi. Najnoviji primer je eksplozija 29. oktobra 2011. godine u kompaniji Bartlet žitaričnom preduzeću u Ačisonu, u državi Kansas. Broj žrtava bio je šestoro ljudi. Još dva muškarca zadobila su teške opekotine, ali preostala četvorica nisu povređena.
Gotovo svaka fino podeljena organska supstanca postaje eksplozivan materijal kada se rasprši u vazdušnoj suspenziji; stoga je vrlo fino brašno opasno eksplozivno u vazdušnoj suspenziji. To predstavlja značajan rizik prilikom mlevenja žita u proizvodnji brašna, i stoga mlinovi nastoje da uklone izvore varnica. Te mere uključuju pažljivo prosejanje zrna pre mlevenja, radi uklanjanja kamenja koje bi moglo udarom da stvori varnice na mlinskom kamenju, i upotrebu magneta za uklanjanje metalnih ostataka koji mogu da stvore varnice.
Najranija eksplozija brašna zabeležena je u jednom italijanskom mlinu 1785. godine. Od tada je bilo mnogo drugih. Sledeće dve reference daju broj zabeleženih eksplozija brašna i prašine u Sjedinjenim Državama 1994. godine i 1997. U desetogodišnjem periodu do 1997. godine, uključujući i tu godinu, bilo je 129 eksplozija.

## Mediji
Kanadski prerijski žitarični silosi su bili tema dokumentarnih filmova Nacionalnog filmskog odbor Kanade: Žitarični silos i Smrt horizonta.

## Literatura
- Casson, Lionel (1995). Ships and seamanship in the ancient world. Baltimore: Johns Hopkins University Press. ISBN 0-8018-5130-0.
- „Vertical Lift & Reciprocating Conveyor Manufacturer | Industrial Kinetics”. Iki.com. Приступљено 30. 8. 2019.
- „NEW CEMA STANDARD #407-MOTOR DRIVEN LIVE ROLLER CONVEYORS (MDR)! - CEMA”. 28. 10. 2015.
- „Modular conveyor platform boosts productivity by 150%”. www.mmh.com.
- „Picking unit based on 24-volt rollers increases speed tenfold”. www.mmh.com.
- „MDR - AutoRoll+™”. www.wynright.com.<
- „Equipment Report: Conveyors and sortation keep up the pace”. www.mmh.com.
- „Conveyors & sortation: Carrying the e-commerce burden”. www.mmh.com.
- „lululemon: Embracing automation for e-commerce fulfillment”. www.mmh.com. Архивирано из оригинала 09. 07. 2023. г. Приступљено 28. 06. 2023.
- „New conveyor increases efficiency and throughput”. www.mmh.com. Архивирано из оригинала 09. 07. 2023. г. Приступљено 28. 06. 2023.
- William Cronon (1991). Nature's Metropolis: Chicago and the Great West. стр. 111. }}
- „Obituary: Death of Mr Joseph Dart”. Buffalo Morning Express. Buffalo, New York. 29. 9. 1879. стр. 4. Приступљено 3. 8. 2021 — преко Newspapers.com.
- „Grain Elevator - Origins and Growth of a Great Interest”. The Lake County Star. Chase, Michigan. 10. 12. 1874. стр. 1. Приступљено 3. 8. 2021 — преко Newspapers.com.
- Green, H.J. (1888). „Buffalo's First Elevators and Mills”. The Northwestern Miller. Miller Publishing Company. 26: 437. Приступљено 11. 3. 2023.